# 宋水縣
宋水縣是唐代瀘州都督府宋州所屬的一個縣，其轄地在今四川省瀘州市所屬瀘縣、江安縣、合江縣一帶地方，是唐代招撫當地土著所設置的縣，一般由其頭人任縣官。